# Phlegmariurus carinatus
Phlegmariurus carinatus är en lummerväxtart som först beskrevs av Jean Louis Marie Poiret, och fick sitt nu gällande namn av Ren Chang Ching. Phlegmariurus carinatus ingår i släktet Phlegmariurus och familjen lummerväxter. Inga underarter finns listade i Catalogue of Life.